# HeLa

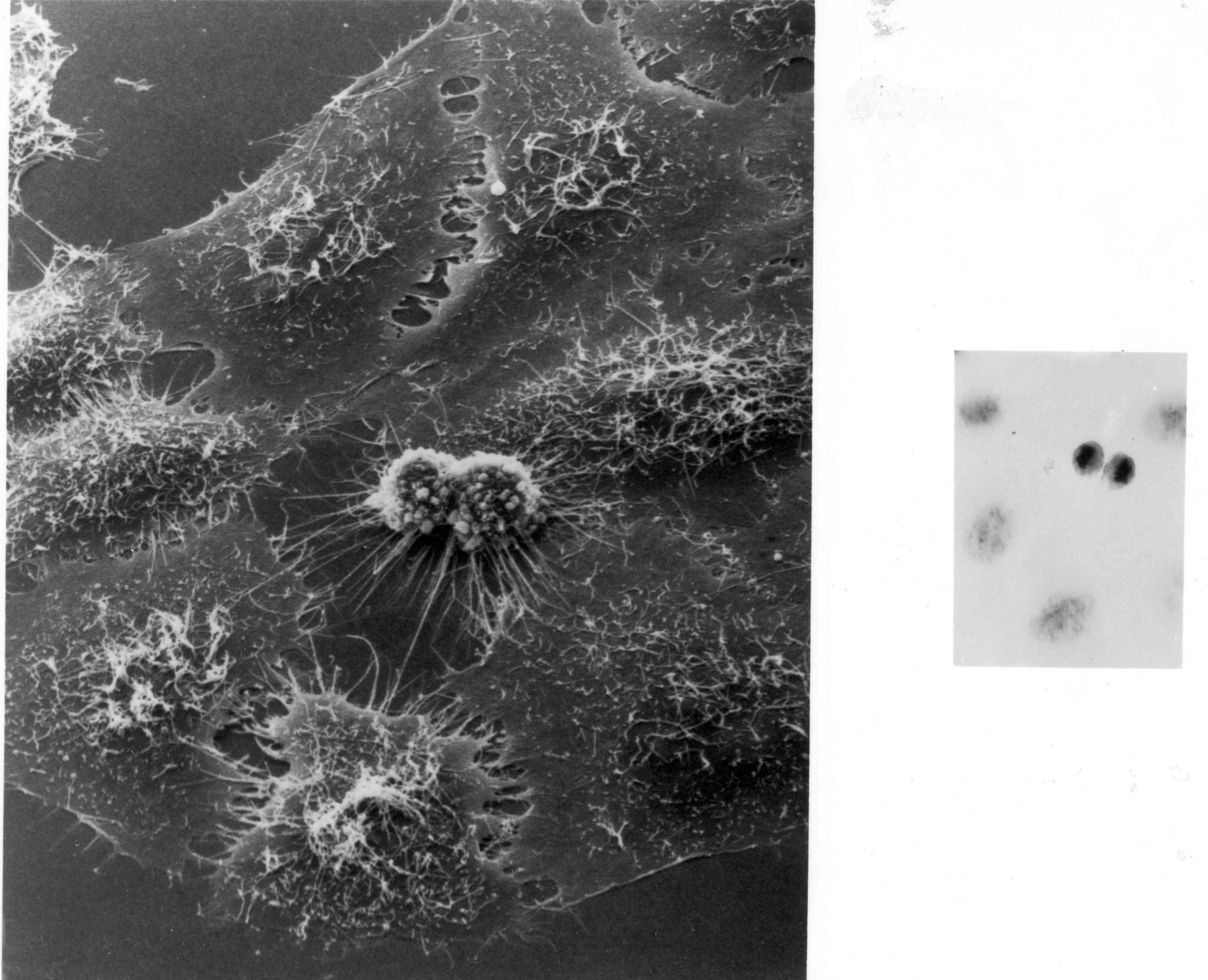
Células HeLa en mitosis vistas al microscopio electrónico.

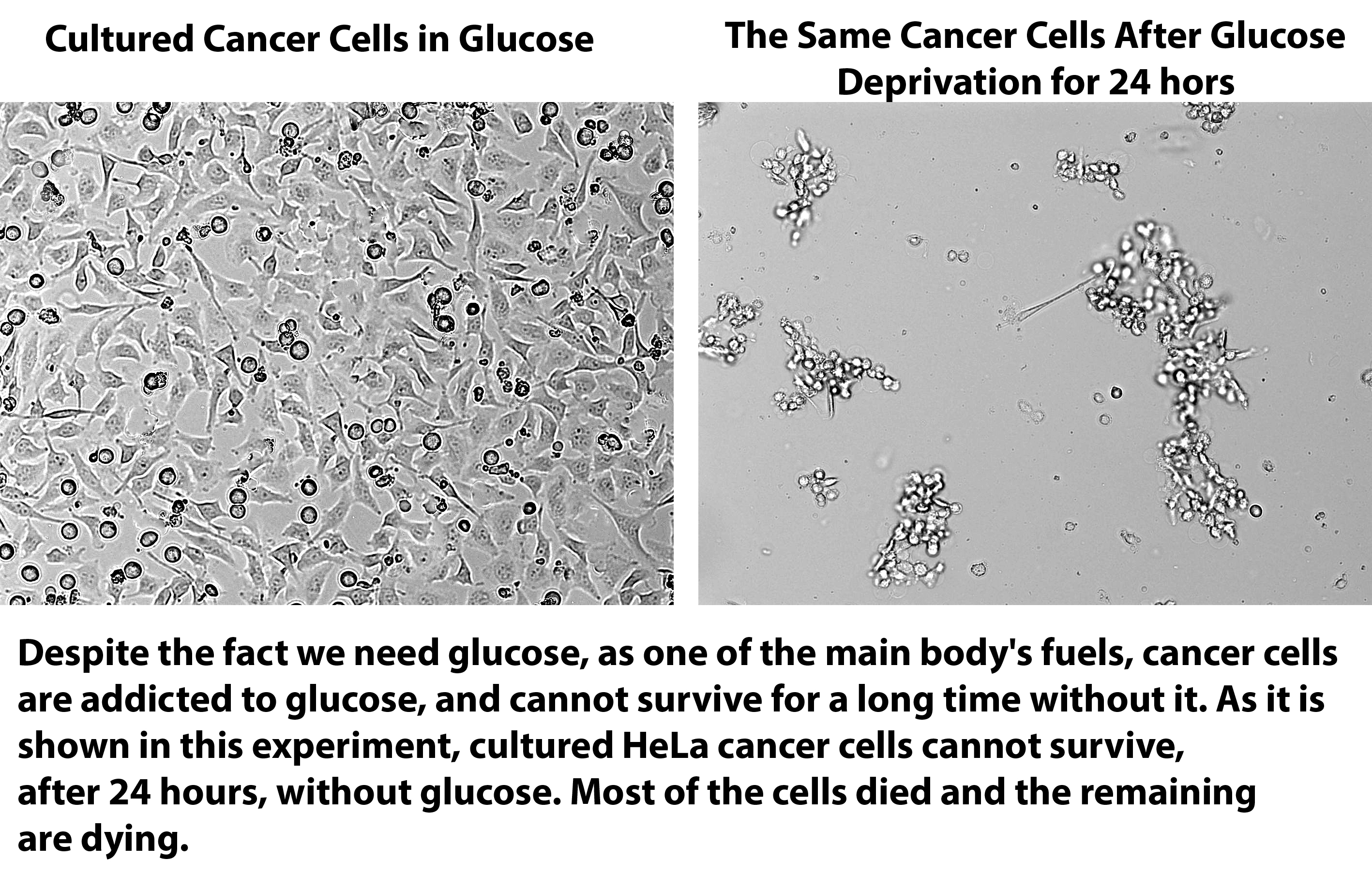
Las células del cáncer son adictas a la glucosa, y no pueden sobrevivir un largo tiempo sin ella, Como se muestra en el experimento en la imagen superior, cultivos de células HeLa no pueden sobrevivir después de 24 horas sin glucosa, la mayoría de las células muere y las remanentes están muriendo.

Las células HeLa (también conocidas como “células Hela” o simplemente “Hela”) son un tipo particular de células de cultivo celular, usadas en investigación científica. Es el linaje celular humano más antiguo y utilizado con mayor frecuencia.   El linaje al cual pertenecen estas células deriva de una muestra de cáncer cérvico-uterino obtenida mediante donación involuntaria el 8 de febrero de 1951 de una paciente llamada Henrietta Lacks (de allí el acrónimo He{nrietta} La{cks}), quien falleció el 4 de octubre de ese mismo año debido al cáncer. A diferencia de las células no cancerosas, las células HeLa pueden cultivarse en el laboratorio constantemente, de ahí que se haga referencia a ellas como "células inmortales".

## George Otto Gey y Henrietta Lacks

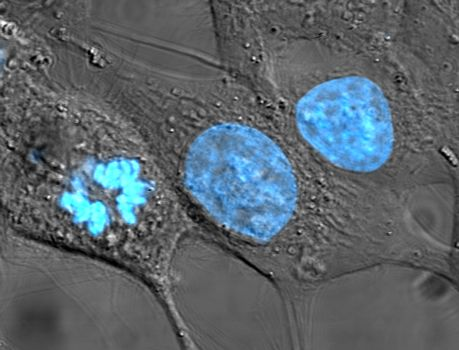
Células HeLa teñidas con la tintura Hoechst 33258.

Las células fueron reproducidas por el biólogo celular George Otto Gey poco antes del fallecimiento de Lacks en 1951. Lacks llegó al hospital Johns Hopkins para el tratamiento de cáncer. En una de las visitas, un cirujano extrajo unas muestras tanto de las células malignas como de células del tejido cervical sano. Esto lo realizó pues sabía que Gey estaba trabajando en cultivar una línea celular inmortal. Poco después, Mary Kubicek, la asistente de laboratorio de Gey, puso las células en un medio y nunca se han dejado de reproducir, duplicándose cada 24 horas.
Esta fue la primera línea celular humana que probó ser exitosa al ser cultivada in vitro, lo cual constituyó un logro científico con grandes beneficios para el campo de la investigación médica. Gey donó a cualquier científico que los solicitara tanto las células como las herramientas y procesos que su laboratorio desarrolló, con el simple propósito de beneficiar de este modo a la ciencia. Ni Lacks ni su familia le otorgaron a Gey permiso para cultivar las células, pero en ese momento esto no era requerido ni se acostumbraba pedirlo.
Las células fueron comercializadas más tarde, aunque nunca fueron patentadas en su forma original. En aquel entonces no existía, como ahora, requerimiento alguno de informar al paciente o a sus familiares sobre estos asuntos, ya que el material descartado u obtenido durante la cirugía, diagnóstico o terapia, era propiedad del médico y/o la institución médica. Este asunto y la situación de Lacks fueron discutidos en el caso Moore v. Regents of the University of California de la Corte Suprema de California de 1990. La corte dictaminó que el tejido y células desechadas de una persona no son de propiedad suya y por lo tanto pueden ser comercializados.
Se decía que esta línea celular fue nombrada a partir de una mujer supuestamente llamada “Helen Lane” o “Helen Larson”, con el fin de preservar el anonimato de Lacks. A pesar de este esfuerzo, su nombre real fue usado por la prensa unos pocos años después de su muerte. Estas células son tratadas como células cancerígenas al haberse obtenido de una biopsia de una lesión visible en el cérvix de Lacks, como parte de su diagnóstico de cáncer. El debate respecto a la clasificación de estas células aún continúa.
Las células HeLa son llamadas “inmortales” ya que pueden dividirse un número ilimitado de veces en un cultivo de laboratorio si las condiciones fundamentales para la supervivencia de las células se cumplen (es decir, si son mantenidas y sostenidas en un ambiente adecuado). Hay muchas cepas de células HeLa que continúan evolucionando a través de su crecimiento en diversos cultivos celulares; sin embargo, todas las células HeLa descienden de las mismas células tumorales obtenidas de Lacks. Se ha estimado que el número total de células HeLa obtenidas mediante cultivos celulares excede en mucho al número total de células que llegaron a estar presentes en el cuerpo de Henrietta Lacks.

## Uso en investigación
Las células HeLa fueron usadas por Jonas Salk para probar la primera vacuna contra la poliomielitis en la década de 1950. A partir de entonces, las células HeLa han sido usadas para «investigar el cáncer, SIDA, los efectos de la radiación y sustancias tóxicas, mapeo génico y muchas otras actividades científicas». Según Rebecca Skloot, para el 2009, «se han publicado más de 60 000 artículos científicos acerca de investigaciones hechas con HeLa, y el número se incrementa a un ritmo constante de más de 300 artículos por mes».

## Telomerasa
La línea celular HeLa fue derivada para su uso en la investigación del cáncer. Estas células proliferan anormalmente rápido, aún comparadas con otras células cancerosas. En el libro The Immortal Life of Henrietta Lacks, su autora Rebecca Skloot explica que las células HeLa tienen una versión activa de la telomerasa durante la división celular, que previene el acortamiento gradual de los telómeros, implicados en el envejecimiento y eventual muerte de las células. De este modo, las células HeLa eluden el límite de Hayflick, que es el número limitado de divisiones celulares que la mayoría de las células normales pueden llevar a cabo antes de morir en el cultivo celular.[cita requerida]

## Número cromosómico
La transferencia horizontal de genes del virus del papiloma humano 18 (VPH 18) hacia células cérvico-uterinas humanas creó el genoma único de las células HeLa, el cual difiere de varias maneras de otros genomas emparentados; entre ellas, el número de cromosomas. Las células HeLa poseen una carga cromosómica anormal de 82, con cuatro copias del cromosoma 12 y tres copias de los cromosomas 6, 8 y 17.[cita requerida]
Según un estudio de 1999 sobre las células HeLa: “Los virus del papiloma humano se integran frecuentemente al ADN de células cérvico-uterinas cancerosas. Mapeamos por hibridación por fluorescencia in situ (FISH, por sus siglas en inglés) cinco sitios de integración del VPH 18: tres en el cromosoma normal 8 en 8q24 y dos en cromosomas derivados, der(5)t(5;22;8)(q11;q11q13;q24) y der(22)t(8;22)(q24;q13), los cuales poseen material del cromosoma 8q24. Un incremento en la cantidad de copias de 8q24 fue detectado por CGH. Un FISH Dual-color con una prueba de mapeo c-MYC aplicadas a 8q24 revelaron colocalización con VPH18 en todos los sitios de integración, lo que indica que la dispersión y amplificación de las secuencias génicas de c-MYC ocurrieron después y fueron probablemente detonadas por la inserción del virus en un solo sitio de integración. Aberraciones cromosómicas numéricas y estructurales identificadas por SKY, desbalances genómicos detectados mediante CGH, así como la localización mediante FISH de integración del VPH18 en el locus c-MYC en células HeLa son datos celulares comunes y representativos de etapas avanzadas en carcinomas cérvico-uterinos. El genoma HeLa ha sido notoriamente estable después de varios de años de cultivo continuo; por lo tanto, las alteraciones genéticas detectadas pudieron estar presentes en el tumor primario y reflejar eventos que han sido relevantes en el desarrollo del cáncer cérvico-uterino”.

## Contaminación
Debido a su adaptabilidad para crecer en cajas de cultivo, las células HeLa en ocasiones son difíciles de controlar. Han probado ser una “mala hierba” persistente que contamina otros cultivos celulares en el mismo laboratorio, interfiriendo con otras investigaciones biológicas y forzando a los investigadores a invalidar muchos de los resultados de sus estudios. El grado de contaminación de las células HeLa entre otros tipos celulares es desconocido ya que pocos investigadores examinan la identidad o pureza de linajes celulares previamente establecidos. Ha sido demostrado que entre el 10 e incluso 20% de los linajes celulares in vitro están contaminados con células HeLa. Stanley Gartler, en 1967, y posteriormente Walter Nelson-Rees, en 1975, fueron los primeros en publicar acerca de la contaminación de diversos linajes celulares por HeLa.
El escritor científico Michael Gold escribió acerca del problema de la contaminación por HeLa en su libro A Conspiracy of Cells. Describió el problema mundial persistente identificado por Nelson-Rees –que afecta incluso a los laboratorios de los mejores médicos, científicos e investigadores, incluido Jonas Salk– y muchos esfuerzos por hacerle frente, probablemente causando la debacle de algunas carreras. Según Gold, la contaminación por HeLa casi originó un incidente en la Guerra Fría: la Unión Soviética y Estados Unidos habían comenzado a cooperar en la guerra contra el cáncer, iniciada por el presidente Richard Nixon sólo para encontrar que las células que habían intercambiado estaban contaminadas con HeLa. Gold arguye que el problema en el caso HeLa estuvo amplificado por emociones, egos y una renuencia a admitir errores. Nelson-Rees explica:
“Es completamente humano –la falta de voluntad de tirar a la basura horas y horas de lo que se creía era una buena investigación… preocupaciones por poner en peligro una subvención que se está solicitando, las prisas por publicar primero. Y no se limita a la biología y a la investigación en cáncer. Muchos científicos de diversas disciplinas cometen los mismos errores y tienen los mismos problemas”.
En lugar de enfocarse en cómo solucionar el problema de la contaminación por células HeLa, muchos científicos y escritores científicos continúan documentando este problema como una simple cuestión de contaminación –causado no por error humano o defectos, sino por la resistencia, proliferación o la apabullante naturaleza de HeLa. Datos recientes sugieren que la contaminación cruzada es aun un problema actual en cultivos celulares modernos.

## Discusión ética
El escenario en el cual se desenvolvió la historia que dio lugar a la línea celular HeLa es ampliamente conocido: Henrietta Lacks, una mujer afroamericana de 30 años de edad y 5 hijos, fue diagnosticada con una forma agresiva de cáncer cervical en el Hospital Johns Hopkins en 1951. Según se acostumbraba entonces, unas muestras del tejido carcinogénico se recolectaron durante las etapas de diagnóstico y tratamiento sin que ella lo supiese y, por lo tanto, sin haber dado su consentimiento. Si bien esto inicialmente tuvo un interés puramente científico para el desarrollo de investigaciones biomédicas, los descubrimientos derivados de este evento han resultado ser en gran medida lucrativos. Henrietta murió poco después, mientras que su familia no recibió ninguna clase de apoyo financiero, continuando con una vida de pobreza y un acceso limitado a servicios médicos.

Luego de la publicación en 2010 del libro La vida inmortal de Henrietta Lacks, escrito por Rebecca Skloot, la gran mayoría de las discusiones en la prensa se enfocaron en el consentimiento informado para la obtención de muestras biológicas. El consentimiento informado hace referencia a un proceso por medio del cual los individuos toman decisiones conociendo los objetivos, riesgos, alternativas y procedimientos del estudio que se desea llevar a cabo, y se considera una premisa fundamentada en principios éticos tales como el respeto por las personas, la beneficencia y la justicia.

## Imágenes adicionales

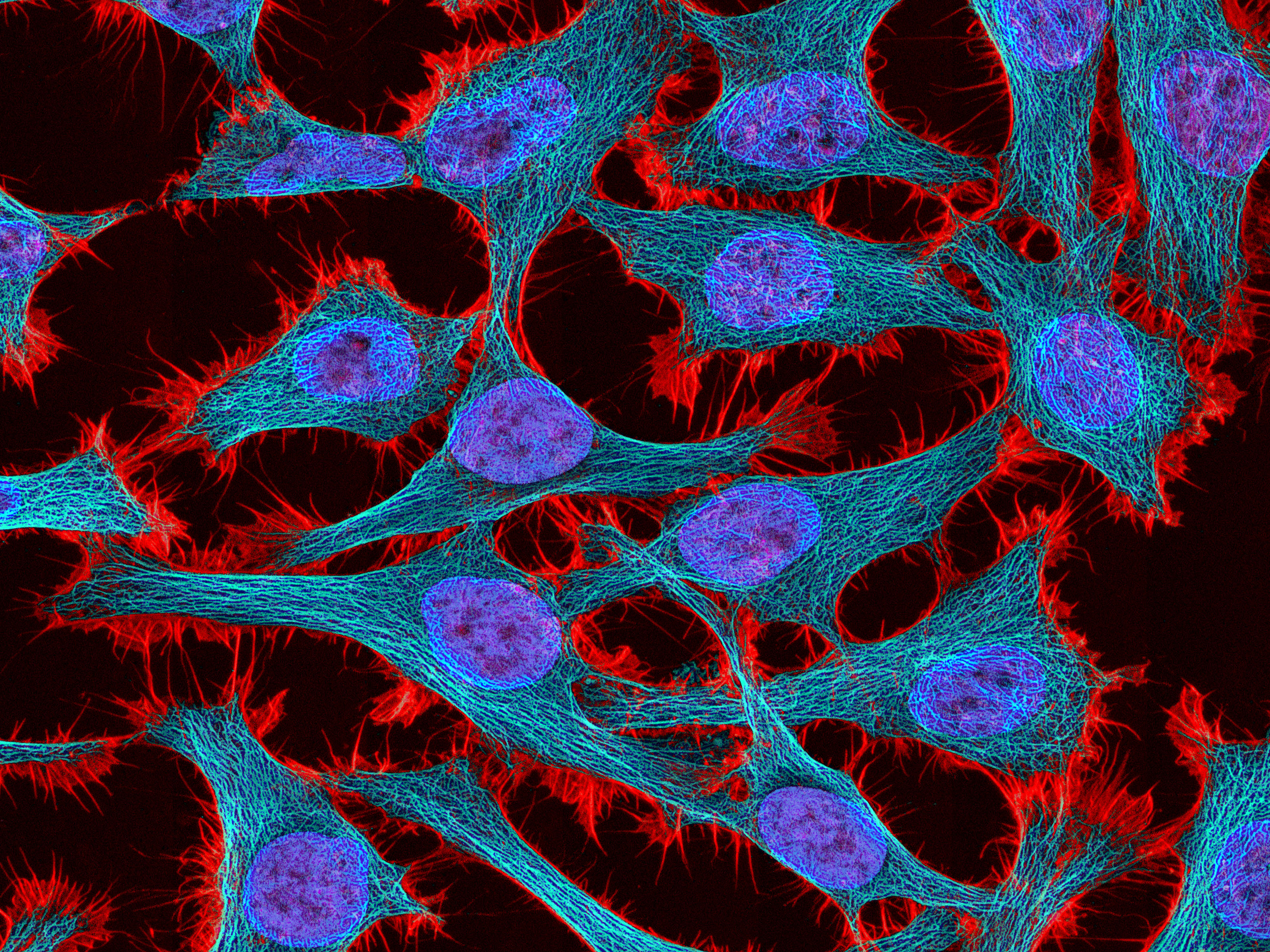
Imagen obtenida mediante fluorescencia multifotónica de células HeLa teñidas con la actina tomando color rojo, el citoesqueleto tomando color cian, y el núcleo celular tomando color azul.
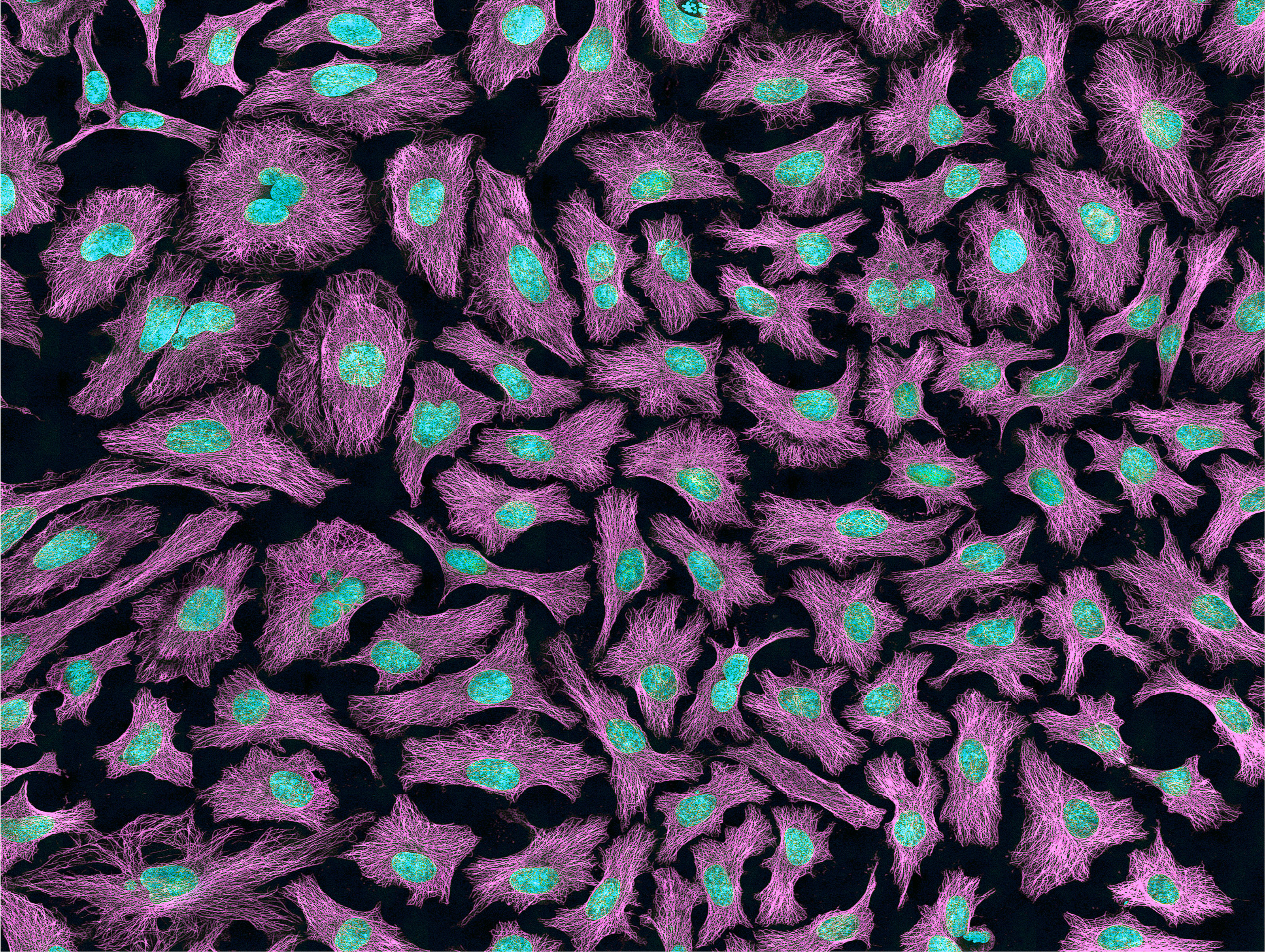
Fluorescencia multifotónica de células HeLa con los microtúbulos del citoesqueleto (magenta) y el ADN (cian).
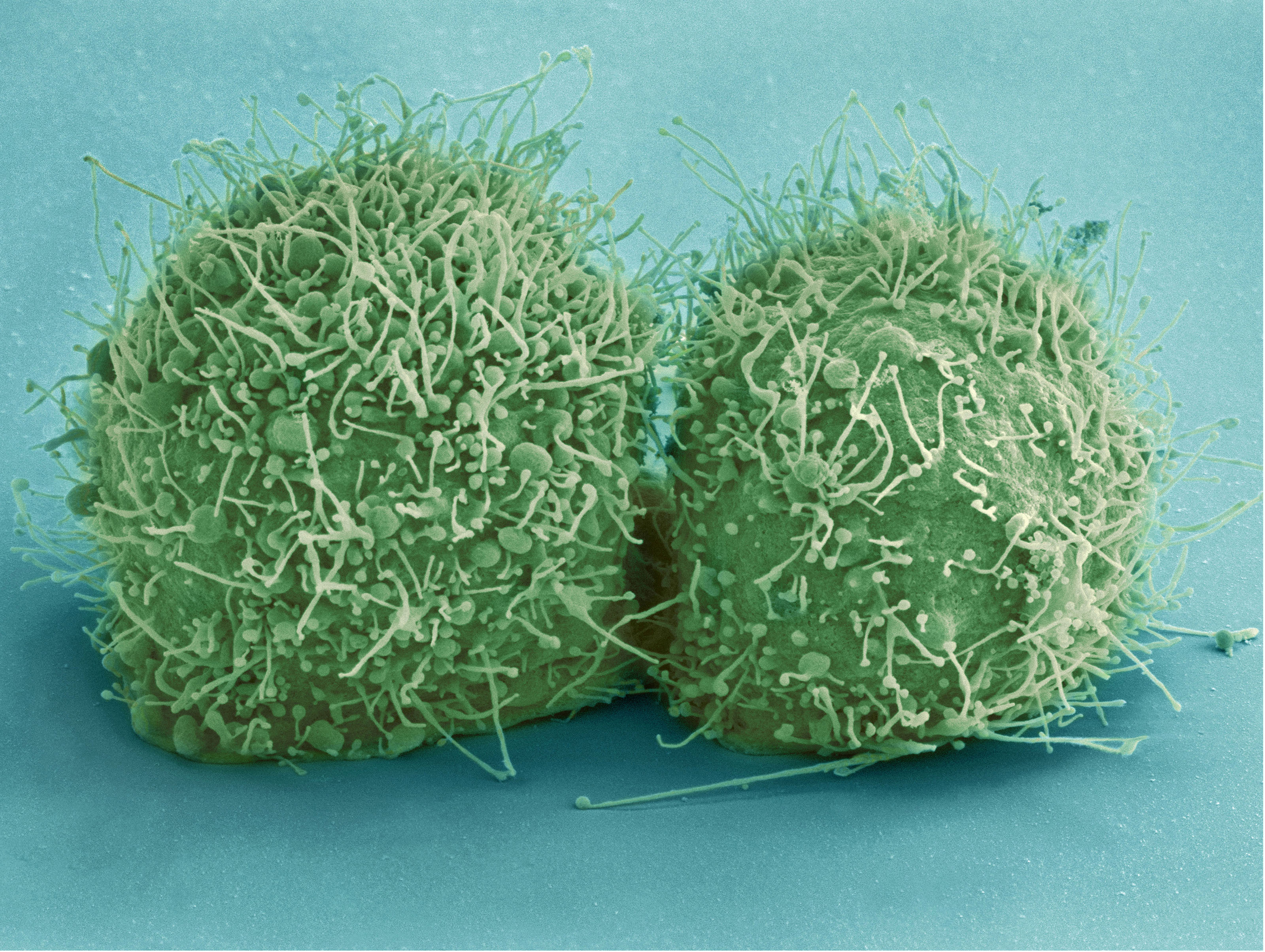
Micrografía electrónica de células HeLa recién divididas. Zeiss Merlin HR-SEM.
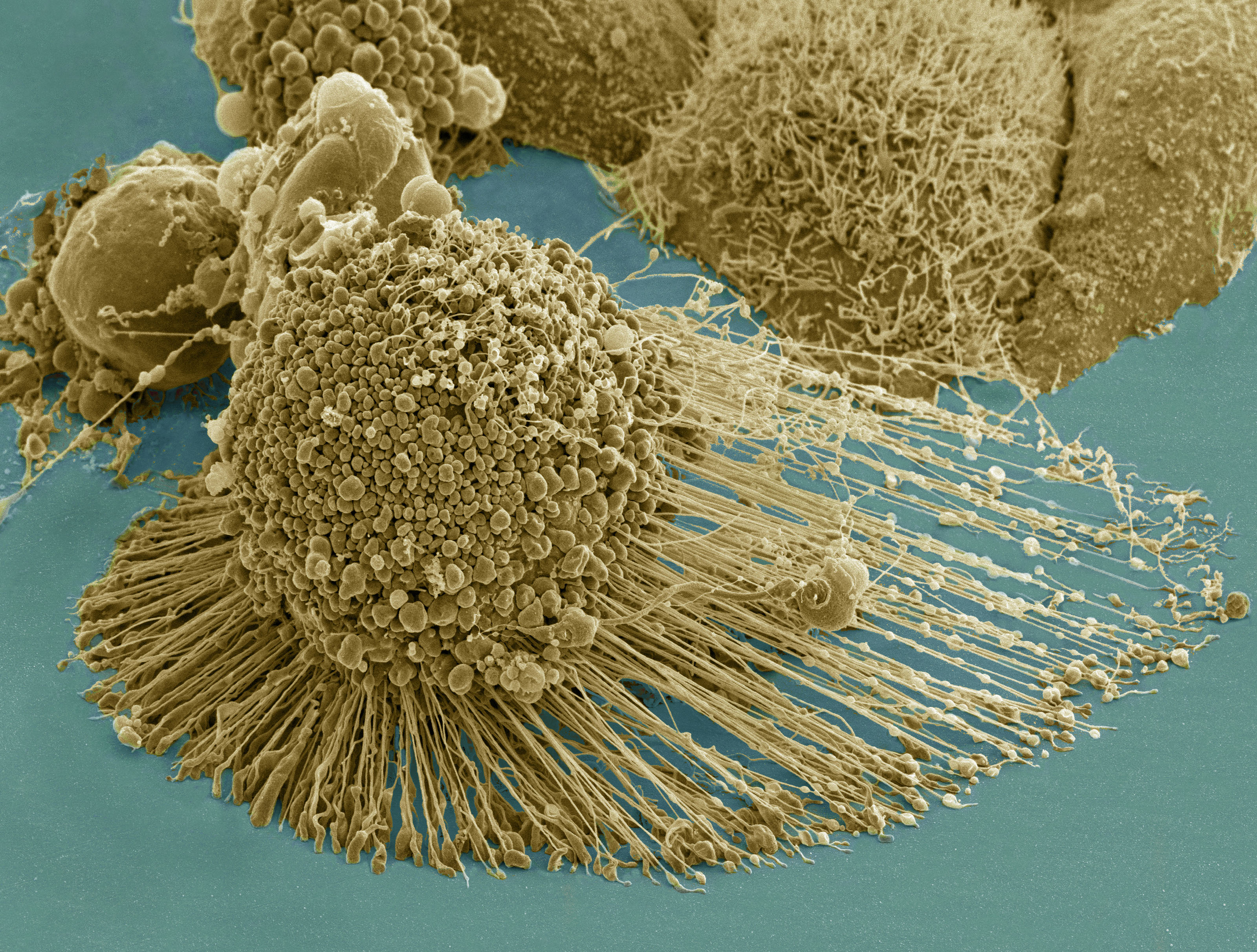
Micrografía electrónica de una célula HeLa apoptótica. Zeiss Merlin HR-SEM.
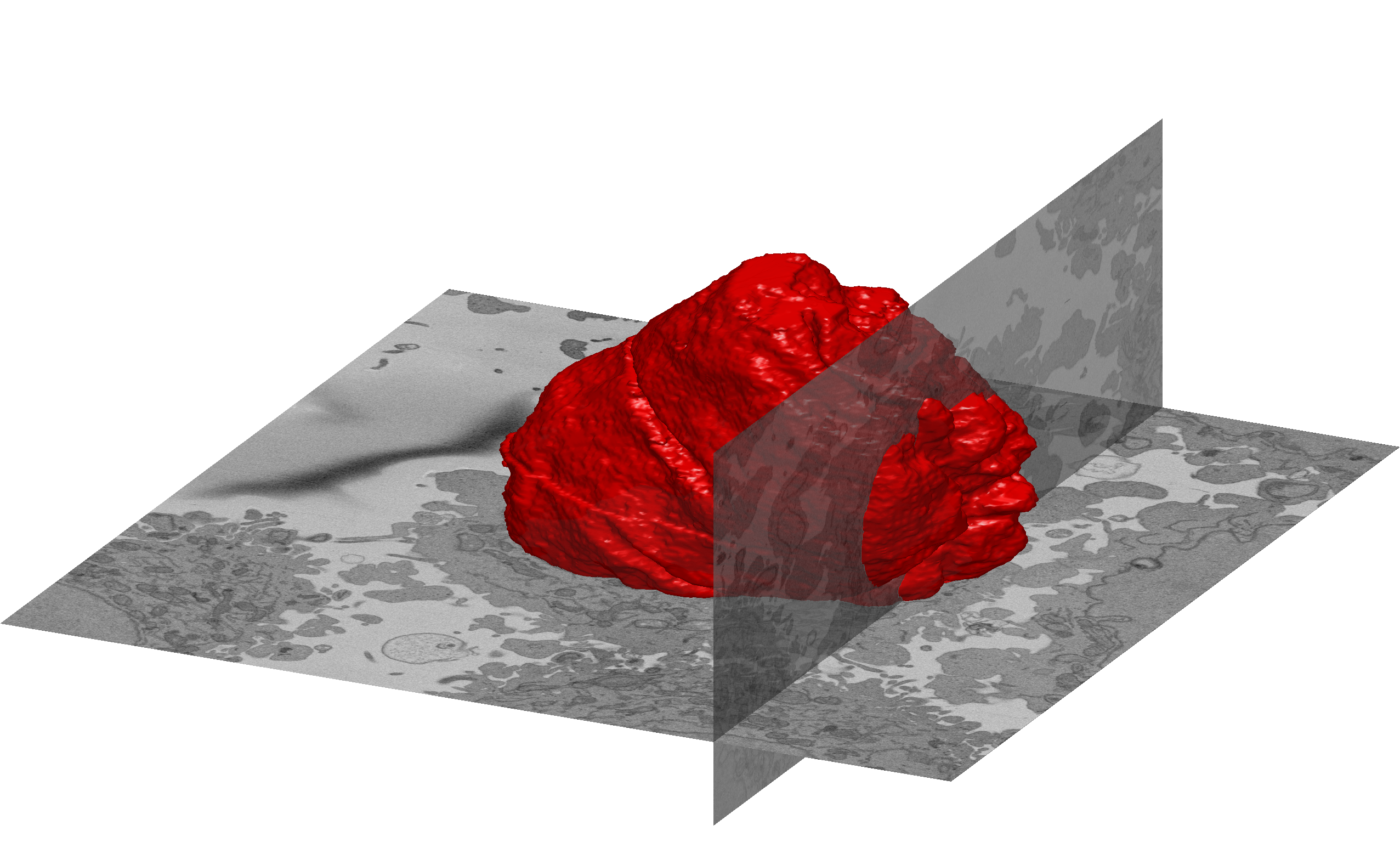
Superficie de la membrana nuclear de una célula HeLa (rojo) y dos imagenes de microscopio electrónico como referencia.
Superficies de las membranas celular y nuclear de una célula Hela.

## Helacyton gartleri
Por su habilidad de replicarse indefinidamente y su número de cromosomas diferente al humano, las células HeLa fueron descriptas por Leigh Van Valen como un ejemplo de la creación contemporánea de una nueva especie, Helacyton gartleri. La especie fue nombrada en honor a Stanley M. Gartler, a quien Van Valen atribuye el descubrimiento del “notable éxito de esta especie”. Su argumento sobre la especiación depende de tres aspectos:
- La incompatibilidad cromosómica de las células HeLa con los seres humanos.
- El nicho ecológico de las células HeLa.
- La habilidad de estas células de prevalecer y crecer sobrepasando los deseos de los cultivadores.

Esta definición no ha sido seguida por otras personas en la sociedad científica, ni ha sido notada ampliamente.
Además de proponer una nueva especie de células HeLa, Van Valen propuso en el mismo documento la nueva familia Helacytidae y el género Helacyton. El reconocimiento de los nombres de Van Valen y Maiorana, de cualquier manera, implica que “Helacyton gartleri” es un grupo parafilético de “Homo” y Hominidae, ya que está íntimamamente relacionado con “Homo Sapiens”.